# La tortuga de plástico
La tortuga de plástico es un cortometraje colombiano de animación de 2019 dirigido por Claudia Osejo y Miguel Gómez León. Relata la historia de una tortuga que sufre un accidente que la obliga a usar un trozo de plástico como caparazón, debido a la contaminación marina.

## Producción
El cortometraje, que utiliza la técnica de animación stop motion, ganó la Convocatoria In Vitro de Bogoshorts Film Market en 2018 y contó con la dirección de Claudia Osejo y Miguel Gómez León, quienes también desempeñaron labores de producción, montaje, guion y animación. La música corrió a cargo de Daniel Velasco y Ana María Franco.

## Estreno
El filme fue distribuido por Bogoshorts Film Agency y participó en diferentes eventos en Colombia y a nivel internacional, como el Panorama du Cinéma Colombien de Francia, el Festival Internacional de Cine FENAVID en Bolivia, el Festival de Animación Ajayu de Perú, el Festival Internacional del Nuevo Cine Latinoamericano de La Habana, el Festival Animasivo de México y el Festival Internacional de Cine de Pasto.